# 疣蝽属
疣蝽属（学名：Cazira）是椿象科下的一个属。

## 下属物种
本属包括以下物种：
- Cazira concinna Hsiao & Zheng, 1977
- Cazira horvathi Breddin, 1903
- 疣蝽 Cazira verrucosa (Westwood, 1835)